# Leon Umiński
Leon Umiński (ur. 21 lutego 1933 w Wolkowie, zm. 12 lipca 2016) – polski traktorzysta, poseł na Sejm PRL VI kadencji.

## Życiorys
Uzyskał wykształcenie podstawowe. Był pracownikiem państwowego gospodarstwa rolnego w Koronowie. Ukończył kursy dla traktorzystów, kombajnistów i mechanizatorów rolnictwa, po czym uzyskał dyplom mistrzowski.
Od 1951 był członkiem Ochotniczej Rezerwy Milicji Obywatelskiej, a od 1955 Polskiej Zjednoczonej Partii Robotniczej, w której pełnił funkcję sekretarza podstawowej organizacji partyjnej. W 1972 uzyskał mandat posła na Sejm PRL w okręgu Leszno. Zasiadał w Komisji Pracy i Spraw Socjalnych.
Pochowany w Goniembicach.

## Odznaczenia
- Brązowy Krzyż Zasługi
- Odznaka honorowa „Za Zasługi w Rozwoju Województwa Poznańskiego”